# Schicksalsjahre
Schicksalsjahre (Anii destinului) este un film  german, o dramă istorică pentru televiziune în două episoade, în regia lui Miguel Alexandre.

## Acțiune
Acțiunea filmului începe în anul 1938, în Berlin care se află în pragul de izbucnire a celui de al doilea război mondial. Ursula, o femeie tânără, este încântată de programul muzical de varietăți al cântărețului Wolfgang Heye. Prietena cântărețului, Hilde, care obsearvă entuziasmul Ursulei, încurajează prietenia lor. Ursula, cu toată împotrivirea părinților ei, se căsătorește cu Wolfgang. Ea naște doi copii, Bärbel și Uwe. Wolfgang este trimis pe front, obligat să lupte într-un război inutil, după părerea lui. Ursula caută adăpost pentru ea și copii la părinții ei care locuiesc în "Danzig" (Gdansk). Aici ea este nevoită să suporte conflictele, privațiunile și lipsurile cauzate de război. În scrisorile lui Wolfgang sunt descrise atrocitățile și inutilitatea războiului. Conflicte apar și între membrii familiei, tatăl Ursulei un german pe jumătate polonez este un adversar al fasciștilor, pe când mama și copiii sunt admiratori de-a lui Hitler. Wolfgang ajunge ca dezertor în închisoare, urmând ca să fie condamnat la moarte. Ursula luptă pentru supraviețuirea familiei, ea este obligată de funcționarii fasciști să divorțeze de Wolfgang, în schimb furnizează informații mișcării de rezistență. Când ajunge armata roșie în Gdansk, se refugiază cu copiii la Tante Anni în Rostock. După terminarea războiului, Ursula cu copii se află printre puținii supraviețuitori ai orașului. Urmează o periodă de foamete și lipsuri, în care Ursula speră să-și revadă soțul. Sperața îi va fi spulberată prin știrea crucii roșii la radio, despre moartea lui Wolfgang.

## Distribuție
- Maria Furtwängler (Ursula Heye)
- Pasquale Aleardi (Wolfgang Heye)
- Dorka Gryllus (Norah Kellermann)
- Merab Ninidze (Niklas Psathos)
- Michael Gwisdek (Siggi)
- Günther Maria Halmer (Franz Engler)
- Rosel Zech (Martha Engler)
- Nicole Marischka (Hilde)
- Mika Seidel (Uwe)
- Lea Möller (Bärbel)
- Florentine Burkhardt (Bärbel)
- Mats Köhlert (Uwe)
- Wanja Mues (Hans Engler)
- Petra Kelling (Tante Anni)